# Acidaliastis micra
Acidaliastis micra är en fjärilsart som beskrevs av George Francis Hampson 1896. Acidaliastis micra ingår i släktet Acidaliastis och familjen mätare. Inga underarter finns listade i Catalogue of Life.